# Чудановіца (комуна)
Чудановіца (рум. Ciudanovița) — комуна у повіті Караш-Северін в Румунії. До складу комуни входять такі села (дані про населення за 2002 рік):
- Житін (191 особа)
- Чудановіца (586 осіб)

Комуна розташована на відстані 349 км на захід від Бухареста, 18 км на південний захід від Решиці, 79 км на південний схід від Тімішоари.

## Населення
За даними перепису населення 2002 року у комуні проживали 777 осіб.
Національний склад населення комуни:
| Національність | Кількість осіб | Відсоток |
| -------------- | -------------- | -------- |
| румуни         | 744            | 95,8%    |
| цигани         | 19             | 2,4%     |
| угорці         | 8              | 1,0%     |
| українці       | 2              | 0,3%     |
| серби          | 2              | 0,3%     |
| хорвати        | 2              | 0,3%     |

Рідною мовою назвали:
| Мова       | Кількість осіб | Відсоток |
| ---------- | -------------- | -------- |
| румунська  | 753            | 96,9%    |
| циганська  | 14             | 1,8%     |
| угорська   | 5              | 0,6%     |
| українська | 2              | 0,3%     |
| хорватська | 2              | 0,3%     |
| сербська   | 1              | 0,1%     |

Склад населення комуни за віросповіданням:
| Релігія        | Кількість осіб | Відсоток |
| -------------- | -------------- | -------- |
| православні    | 657            | 84,6%    |
| баптисти       | 47             | 6,0%     |
| п'ятдесятники  | 28             | 3,6%     |
| греко-католики | 15             | 1,9%     |
| римо-католики  | 14             | 1,8%     |
| адвентисти     | 10             | 1,3%     |
| реформати      | 5              | 0,6%     |
| не релігійні   | 1              | 0,1%     |